# Jupiaba kurua
Jupiaba kurua is een straalvinnige vissensoort uit de familie van de karperzalmen (Characidae). De wetenschappelijke naam van de soort is voor het eerst geldig gepubliceerd in 2009 door Birindelli, Zanata, Sousa & Netto-Ferreira.